# Hannó (119 aC)
Hannó, de renom Gillas o Tigillas  (en grec antic Γίλλας, o Τιγίλλαρ), fou un ambaixador de Cartago envia al cònsol Censorí poc abans del començament de la Tercera Guerra Púnica l'any 119 aC.
Appià, que en aquesta ocasió posa en boca d'Hannó un llarg discurs, diu que era el membre més destacat de l'ambaixada. El seu nom ha estat corromput en Βάννων ("Bannon", en alguns manuscrits), Βλάννων ("Blannon" en Diodor de Sicília) i Βράνων ("Brannon" a Suides).